# Kinga Gál
Kinga Gál (Cluj-Napoca, 6 settembre 1970) è una politica ungherese, europarlamentare per l'Ungheria e del partito Fidesz dal 2004. Dal 8 luglio 2024 è primo vicepresidente del gruppo Patrioti per l'Europa.